# Plaza Mayor (Plasencia)

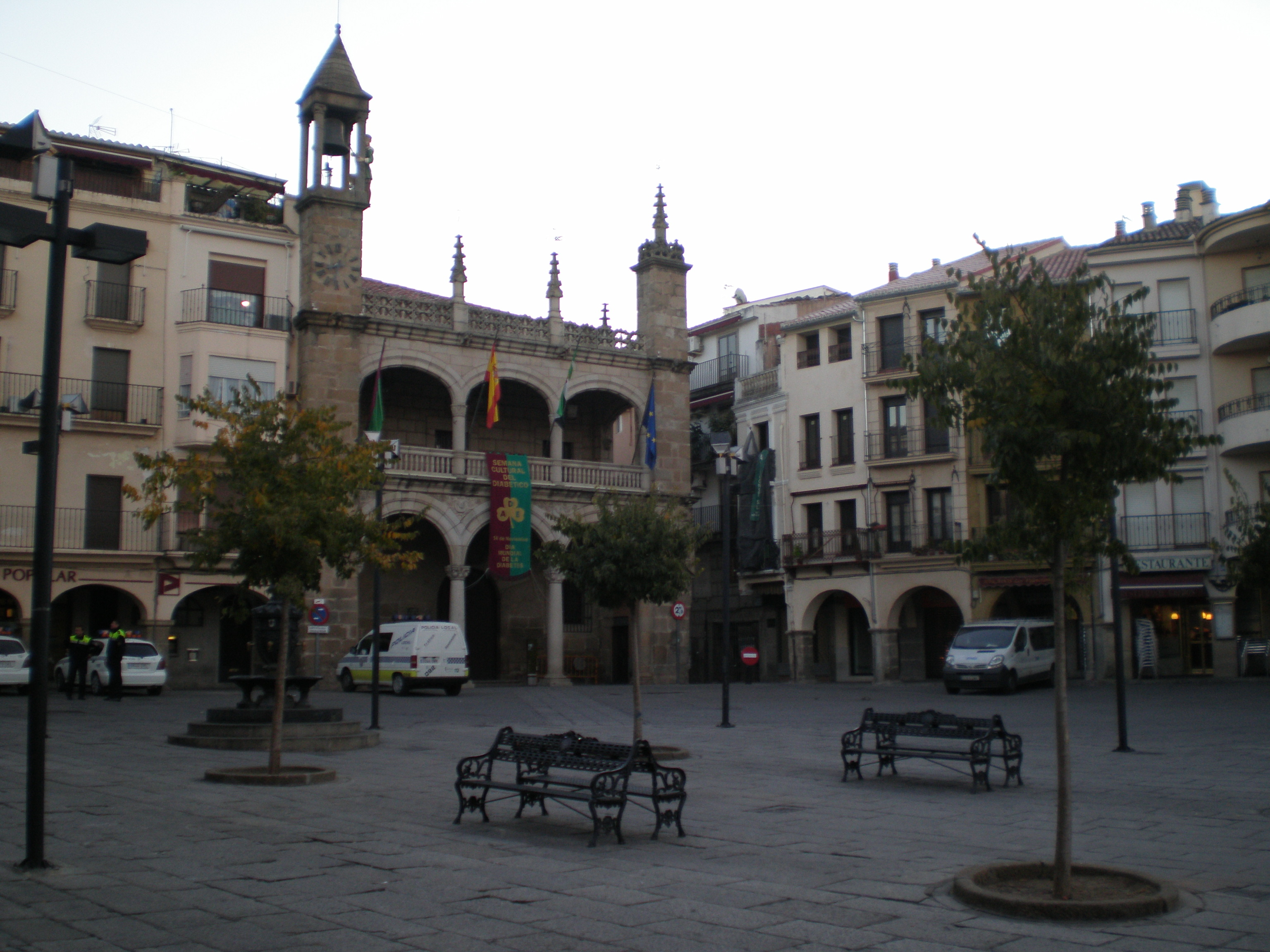
Aspeto da Plaza Mayor de Pasencia, onde se detaca a frontaria da Casa Consistorial, sede do Ayuntamiento.

A Plaza Mayor (Praça Maior) de Plasencia é a principal praça do centro histórico daquela cidade da província de Cáceres, comunidade autónoma da Estremadura, Espanha.
A praça tem arcadas em toda a volta e é presidida pelo edifício do Ayuntamiento, o equivalente aos Paços do Concelho em Portugal, ou seja, a sede do governo municipal, também chamado de Casa Consistorial. Como o centro histórico que a rodeia, a praça data da fundação da cidade pelo rei Afonso VIII de Castela no final do século XII e ainda mantém uma atmosfera muito medieval. Desde essa época que todas as terças-feiras ali se realiza um mercado chamado del Martes (terça-feira em espanhol), no qual se vendem todos os produtos típicos dos arredores, como sejam artesanato, gado e produtos agrícolas.
Da praça saem sete ruas, uma para cada uma das portas principais da muralha. Algumas destas ruas e portas têm o nome da cidade para a qual se orientam — Trujillo, Cória e Talavera; outras têm o nome de agentes físicos — Sol, Peñas (penhas), e Arenillas (areias miúdas ou salitre); outras têm o nome das atividades agremiadas que se exerciam nelas — Zapatería (sapataria), Lecheras (leiteiras), Caldereros (caldeireiros), Quesos (queijos), dos Podadores. Há ainda ruas cujos nomes denunciam as minorias que neles morava — a rua de Xelitón, atualmente Vidrieras (vidrarias), na aljama judía (judiaria), e a rua das Morenas.

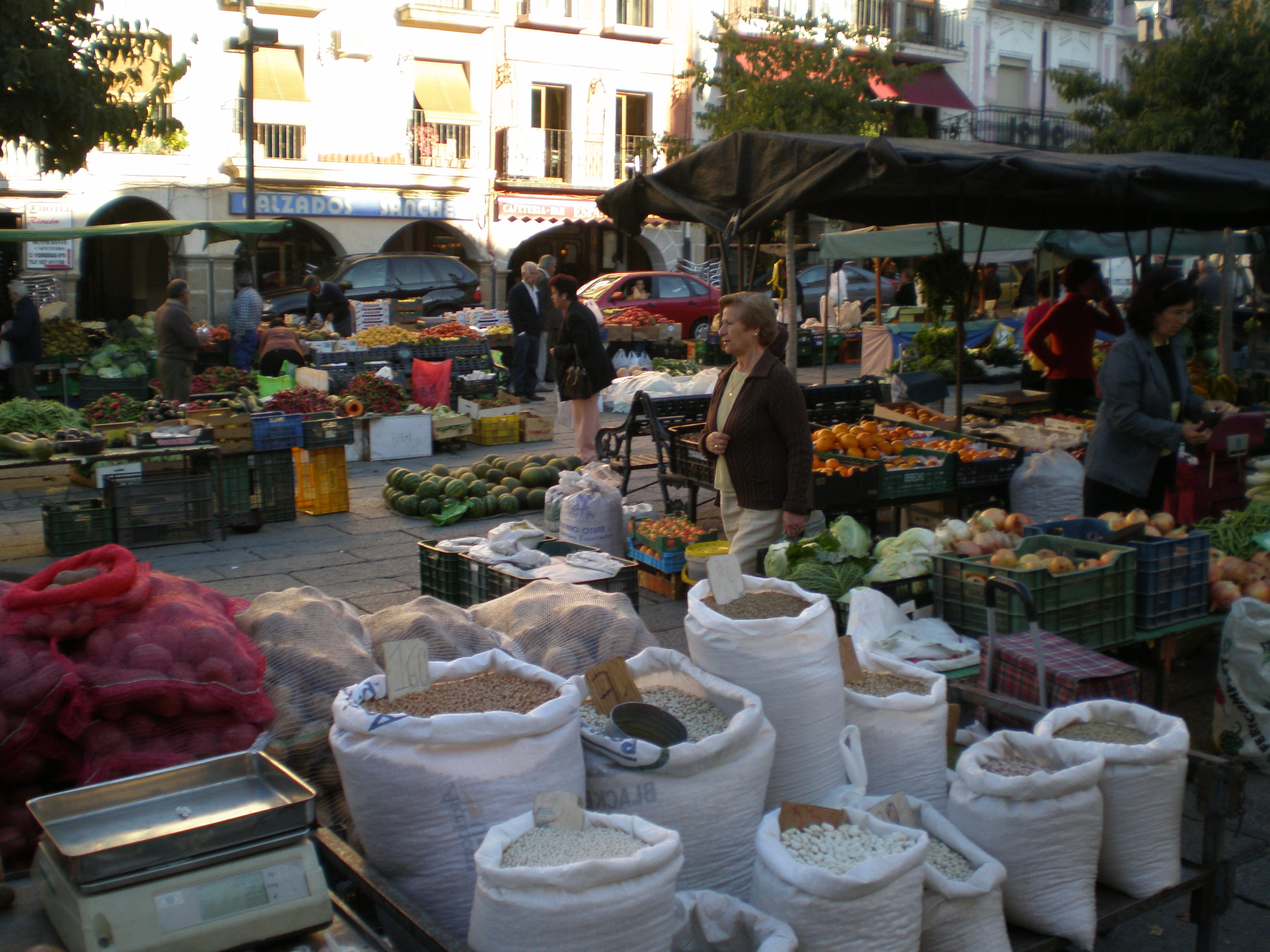
Mercado del Martes, na Plaza Mayor de Pasencia.

A Casa Consistorial é um edifício do século XVI de estilo de transição do Gótico para o Renascimento. Apresenta na fachada uma arcada renascentista dupla, com um escudo de Carlos V (I de Espanha) num dos lados. O edifício atual é uma reconstrução neo-historicista de 1966 da autoria do arquiteto José Manuel González Valcárcel, baseada no edifício renascentista que Juan de Álava projetou em 1523. Na torre principal encontra-se um boneco articulado autómato, conhecido por todos os placentinos como o Avô Mayorga, que atua quando o relógio da torre toca, a cada meia-hora. O relógio original data de 1546, conforme comprova a data gravada no sino. O boneco original era de 1743, o atual é de 1977, foi desenhado pelo pintor placentino Manuel Calderón e fabricado pela Organería Española.